# Victor J. Katz
Victor Joseph Katz (* 31. Dezember 1942 in Philadelphia)  ist ein US-amerikanischer Mathematiker, Mathematikhistoriker und Mathematikdidaktiker.
Katz studierte an der Princeton University mit dem Bachelor-Abschluss 1963 und wurde 1968 an der Brandeis University in Mathematik bei Maurice Auslander promoviert (The Brauer group of a regular local ring). Danach war er Assistant Professor am Federal City College und ab 1973 Associate Professor und ab 1980 Professor an der University of the District of Columbia in Washington, D.C., an der er 2005 emeritiert wurde.
1985/86 war er Gastprofessor an der University of Boston und 1994/95 Gast-Mathematiker bei der Mathematical Association of America (MAA).
Als Mathematiker befasste er sich mit Algebra, bekannt ist er vor allem durch Arbeiten zur Mathematikgeschichte und deren Verwendung in der Lehre. Er schrieb ein Lehrbuch, in dem Mathematik anhand ihrer Geschichte gelehrt wird, dass 1995 den Watson Davis and Helen Miles Davis Prize erhielt. Er organisierte auch Workshops und Kongresse dazu für die MAA (die auch eine Sammlung von Unterrichtsmaterialien dazu von Katz als CD herausgab, Historical Modules for the Teaching and Learning of Mathematics) und die nationale Vereinigung US-amerikanischer Mathematiklehrer. Mit Frank Swetz organisierte er auch ein Online-Journal zur Mathematikgeschichte bei der MAA (Convergence) und veröffentlichte darin mit Swetz eine Reihe Mathematical Treasures. Für die Untersuchung der Möglichkeit, Mathematikgeschichte im Unterricht an Schulen zu verwenden erhielt er auch ein Stipendium der National Science Foundation.
Er ist seit 1969 mit Phyllis Katz (geborene Friedman) verheiratet, die ebenfalls Mathematikdidaktikerin ist und das nationale Programm Hands on Science Outreach (HOSO) entwickelte und leitete. Mit ihr hat er drei Kinder.

## Schriften
- History of Mathematics: An Introduction, New York: Harper Collins, 1993, 3. Auflage Pearson 2008 (eine gekürzte Ausgabe erschien 2003 bei Pearson)
- Herausgeber: The Mathematics of Egypt, Mesopotamia, China, India and Islam: A Sourcebook, Princeton University Press 2007
- Herausgeber mit Bengt Johansson, Frank Swetz, Otto Bekken, John Fauvel: Learn from the Masters, MAA 1994 (darin von Katz: Historical ideas in teaching linear algebra, Napier´s logarithms adapted for today´s classroom)
- Herausgeber:  Using History to Teach Mathematics. An international perspective, MAA 2000
- Herausgeber mit Marlow Anderson, Robin Wilson: Sherlock Holmes in Babylon and other Tales of Mathematical History, (Sammlung von Aufsätzen aus der Zeitschrift Mathematics Magazine der MAA, darin von Katz: Ideas of calculus in islam and india), MAA 2004
- mit Marlow Anderson, Robin Wilson (Herausgeber): Who gave you the epsilon and other tales of mathematical history, MAA 2009 (Fortsetzung der Sammlung von Aufsätzen zur Mathematikgeschichte aus MAA-Zeitschriften, darin von Katz: The history of Stokes´theorem)
- Herausgeber mit Constantinos Tzanakis: Recent Developments on Introducing a Historical Dimension in Mathematics Education, MAA 2011
- mit Karen Hunger Parshall: Taming the Unknown: A History of Algebra from Antiquity to the Early Twentieth Century, Princeton University Press 2014
- mit John B. Fraleigh: A first course in abstract algebra, Addison-Wesley 2003